# اژدهاماهی دندان‌کوچک
اژدهاماهی دندان‌کوچک (نام علمی: Pachystomias microdon) نام یک گونه از تیره لق‌دهانان است.